# Priscus Attalus római császár
Priscus Attalus (görögül: Πρίσκος Άτταλος Príszkosz Attalus, meghalt 416 után) római ellencsászár volt két alkalommal, 409-410 és 414-415 között a vizigótok támogatásával. Pogányból lett ariánus, így ő lett az utolsó császár, aki nem vallotta a niceai kereszténységet.

## Élete
Priscus Attalus a római Asia provinciából származó görög volt, akinek apja I. Valentinianus idején költözött Itáliába. Attalus fontos szenátor volt Rómában, 409-ben praefectus urbi volt. A vizigótok kétszer is császárrá kiáltották ki, hogy a Ravennában székelő, eredménytelen Honorius császárra ráerőltethessék feltételeiket.
I. Alarik nyugati gót király egy évvel  korábbi ostroma után Kr. u. 409-ben újra Róma ellen vonult és elfoglalta azt, és kinevezte ellencsászárrá Priscus Attalus szenátort és városparancsnokot. Az új császárral önmagát a római hadsereg főparancsnokának, sógorát, Athaulfot pedig a palotaőrség parancsnokának neveztette ki.
A vizigótok Africa provincia és Heraclianus ellen expedíciót indítottak, ám az sikertelenül zárult. Nyáron Attalus Alarik társaságában Ravenna ellen vonult. A várost a szintén gót Sarus védte, akinek sikerült Honorius császárt visszatartania a Konstantinápolyba szökéstől. A tárgyalások során Honorius felajánlotta, hogy megosztja a hatalmat Attalusszal, de ő elutasította az ajánlatot, és folytatta Ravenna ostromát. Az afrikai expedíció kudarca lehetővé tette Heraklianus számára, hogy ellenőrizze az Itáliába irányuló gabonaszállítmányokat, ami ott élelmiszerhiányt okozott. Amikor Attalus visszatért Rómába, nem volt hajlandó megengedni, hogy egy gót vezesse az Africa elleni második expedíciót. Ez a cselekedete arra késztette Alarikot, hogy 410 nyarán leváltsa őt, és újra megpróbáljon tárgyalni Honoriusszal. Békülésének jeléül elküldte hozzá azokat a császári jelvényeket, amiktől megfosztotta a csak néhány hónapja császárrá tett Attalust. Bár Alarik már csak Noricumot kérte a békéért cserébe, Honorius továbbra sem engedett neki. Végül a gót uralkodó harmadszor is megostromolta Rómát, ezúttal sikerrel. 410. augusztus 24-én bevette a várost, és 3 napos fosztogatás során továbbvonult, ám hirtelen meghalt.
A hatalomból való eltávolítása után Attalus a gótokkal maradt, még akkor is, amikor azok Galliába költöztek. Amikor Ataulf 414 elején Narbóban feleségül vette Galla Placidiát, Attalus mondta az esküvői beszédet. Később, 414-ben Honorius hadvezére, Constantius (aki 421-ben társcsászár lett) blokád alá vette a gótokat, és agresszívebb katonai akciókat kezdett. Válaszul  Athaulf 414-ben Burdigalában (ma Bordeaux) ismét császárrá kiáltatta ki Attalust; ekkor többek között a pellai Paulinus szolgált neki, aki később arról panaszkodott, hogy Athaulf harcosai rosszul bántak Attalosszal és híveivel. Attalus második uralkodása nem tartott sokáig. Constantius blokádja hatékonynak bizonyult, és 415-ben arra kényszerítette a gótokat, hogy Spanyolországba vonuljanak. 416 elején Wallia, Athaul utódja megegyezett a ravennai császári udvarral. Attalus megpróbált elmenekülni a gótok elől, de Constantius csapatai elfogták és két ujját levágták. Ezután arra kényszerítették, hogy még ugyanabban az évben (416) részt vegyen Honorius római diadalmenetén. Ez volt az utolsó római diadalmenet, amelyet Itáliában ünnepeltek. Attalus két ujját levágták, de életét megkímélték, és az Aeolii-szigeteken, száműzetésben tölthette hátralévő napjait.

## Pénzei
Attalus uralkodásának rövidsége ellenére számos pénzérme veretésével jelezte trónra lépését. Azok reverzei meglehetősen irreálisak a győzelem és a római hatalom dicséretében.
- GLORIA ROMANORVM

- INVICTA ROMA AETERN: Róma allegorikus alakja frontálisan ül, kezében Victoria alakjával

- VICTORIA AVGVSTI: Róma és Victoria itt is allegóriákként lettek ábrázolva, és az egyik hátlapon Victoria látható, amint egy krisztogrammal jelzett pajzsot tart.

## Fordítás
- Ez a szócikk részben vagy egészben  a   Priscus Attalus című angol Wikipédia-szócikk ezen változatának fordításán alapul.  Az eredeti cikk szerkesztőit annak laptörténete sorolja fel. Ez a jelzés csupán a megfogalmazás eredetét és a szerzői jogokat jelzi, nem szolgál a cikkben szereplő információk forrásmegjelöléseként.